# 谭氏宗祠 (花都区)
谭氏宗祠，位于中国广东省广州市花都区炭步镇文岗村，为广州市文物保护单位，类型为古建筑，公布时间为2002年7月。
谭氏宗祠的历史年代为明代。